# Tatiana Sokołowska
Tatiana Marta Sokołowska (ur. 16 kwietnia 1966 w Poznaniu) – polska działaczka samorządowa i przedsiębiorca, od 2024 przewodnicząca Sejmiku Województwa Wielkopolskiego VII kadencji.

## Życiorys
Absolwentka historii sztuki na Uniwersytecie im. Adama Mickiewicza w Poznaniu i zarządzania w Wyższej Szkole Zarządzania i Psychologii w Poznaniu, kształciła się także w zakresie dziennikarstwa oraz zarządzania komunikacją w biznesie na UAM. Ukończyła studia podyplomowe MBA w Collegium Humanum. Zajęła się prowadzeniem szkoleń z zakresu etykiety w biznesie i polityce, savoir-vivre oraz wystąpień publicznych w ramach założonych przez siebie przedsiębiorstw. Pracowała także jako dziennikarka. Zasiadała w radzie Regionalnej Dyrekcji Ochrony Środowiska w Poznaniu oraz w radzie nadzorczej Wojewódzkiego Funduszu Ochrony Środowiska i Gospodarki Wodnej w Poznaniu.
W 2009 zaangażowała się w działalność polityczną w ramach Platformy Obywatelskiej. W 2010, 2014, 2018 i 2024 uzyskiwała mandat radnej Sejmiku Województwa Wielkopolskiego. Kierowała klubem radnych PO, została delegatką do Kongresu Władz Lokalnych i Regionalnych Europy oraz członkinią Komisji ds. Nauki, Edukacji i Sportu Związku Województw Rzeczypospolitej Polskiej. W 2015 i 2023 bez powodzenia kandydowała do Sejmu. 6 maja 2024 została wybrana na przewodniczącą sejmiku VII kadencji.